# Hôpital général de Guérande
Pour l’article homonyme, voir Hôpital général.
L'hôpital général est un établissement de santé situé dans la commune de Guérande, dans le département français de la Loire-Atlantique.

## Présentation
L'hôpital général de Guérande est situé au n°28 faubourg Saint-Michel. Fondé en 1853, il est toujours en activité de nos jours.

### Historique
Au milieu du XIXe siècle, cet hôpital « moderne » est construit  dans le faubourg Saint-Michel, pour remplacer un hospice fondé sous Louis XIV dans le manoir d'Arloc, situé en face, au n° 43 du faubourg Saint-Michel et l'hôpital ou hôtel-Dieu Saint-Jean, dont le bâtiment des malades se développe contre le chevet de sa chapelle attenante datée de 1506. Cette institution hospitalière, installée à l'intérieur des remparts de Guérande, fonctionne sans interruption depuis le Moyen Age  jusqu'en 1853, avant d'être transformée en école
Concernant l'hôpital général, les salles-de-bain sont initialement au sous-sol, l'administration au premier étage et les patients porteurs de maladies contagieuses sont au second étage. Selon les idées de l'époque, par souci d'hygiène, le pavillon central avec son campanile aux armes de la ville et ses deux ailes latérales, s'ouvraient entre une cour aérée et la campagne.
A droite de l'entrée principale, la chapelle Saint-Louis, de style néo-roman, complète l'établissement hospitalier. Elle n'est plus ouverte au culte. Elle comporte l'ancienne cloche et une statue de saint Louis à qui elle est vouée, réalisée par le sculpteur Jean Fréour.

## Galerie

### Anciens hôpitaux à Guérande

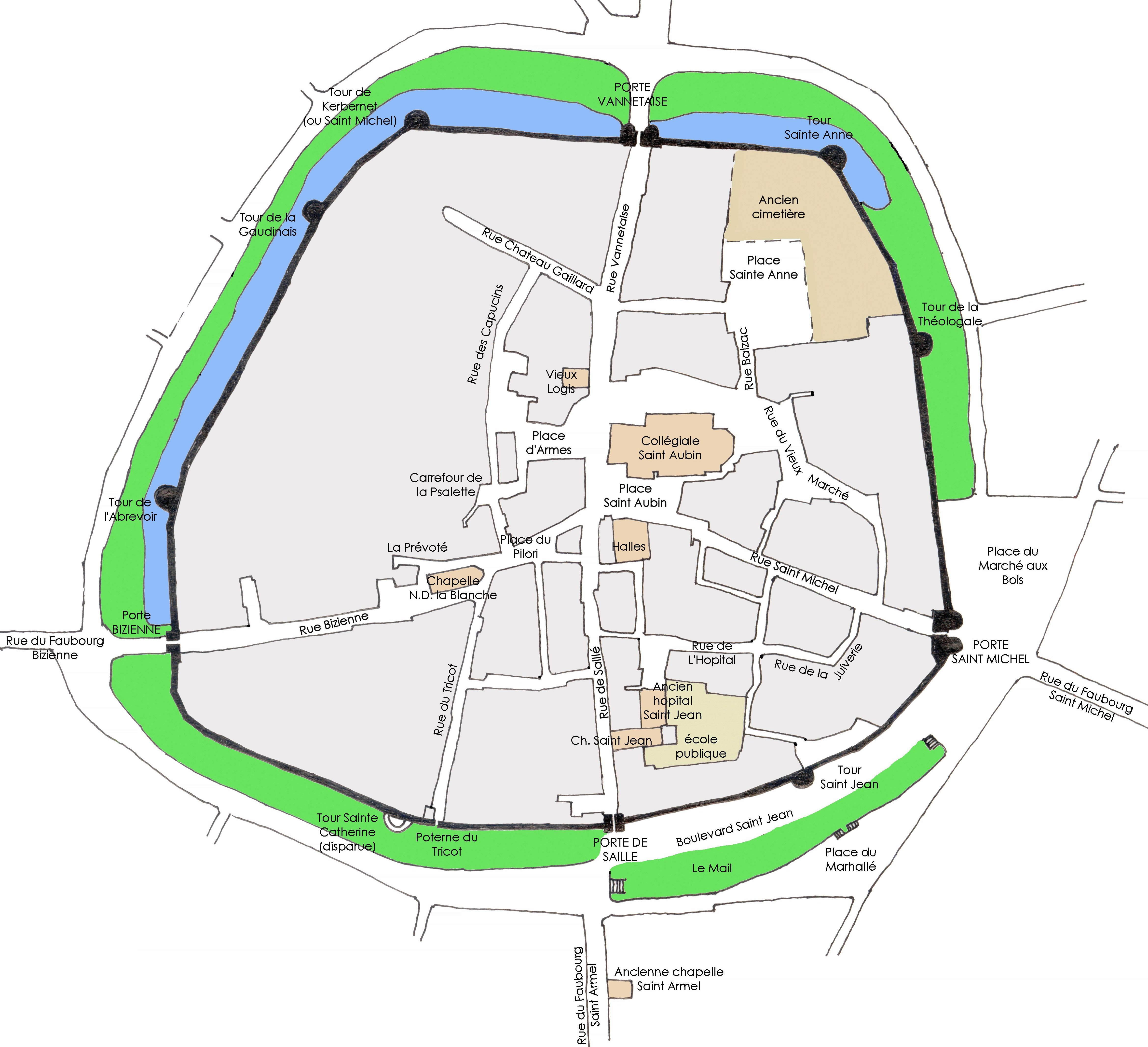
Ancien hôpital médiéval Saint-Jean situé dans la cité médiévale de Guérande.
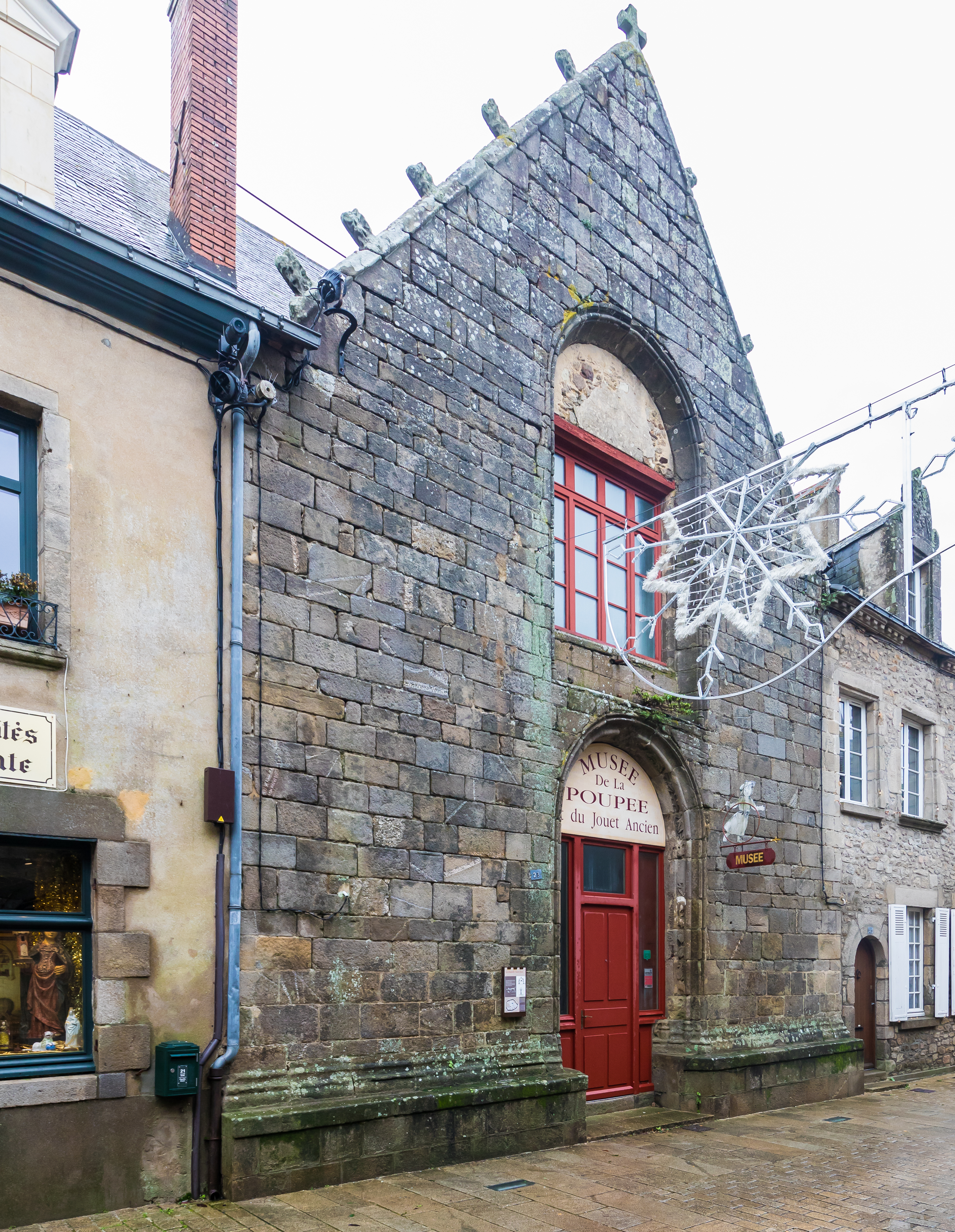
Façade de l'ancienne chapelle Saint-Jean.
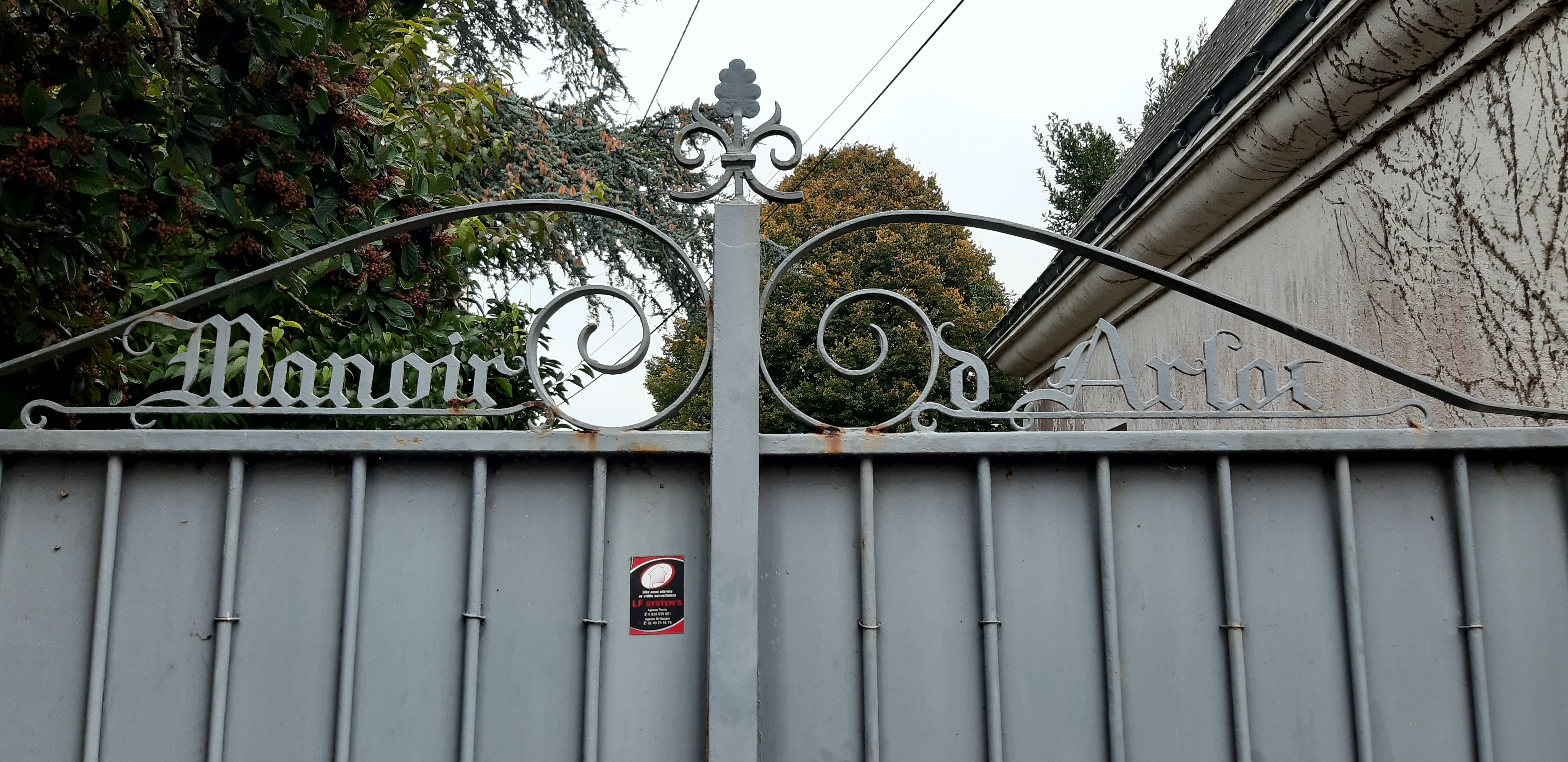
Portail du manoir d'Arloc, qui accueille un hospice dans la deuxième moitié du XVIIe siècle.

### Chapelle Saint-Louis de l'hôpital général de Guérande

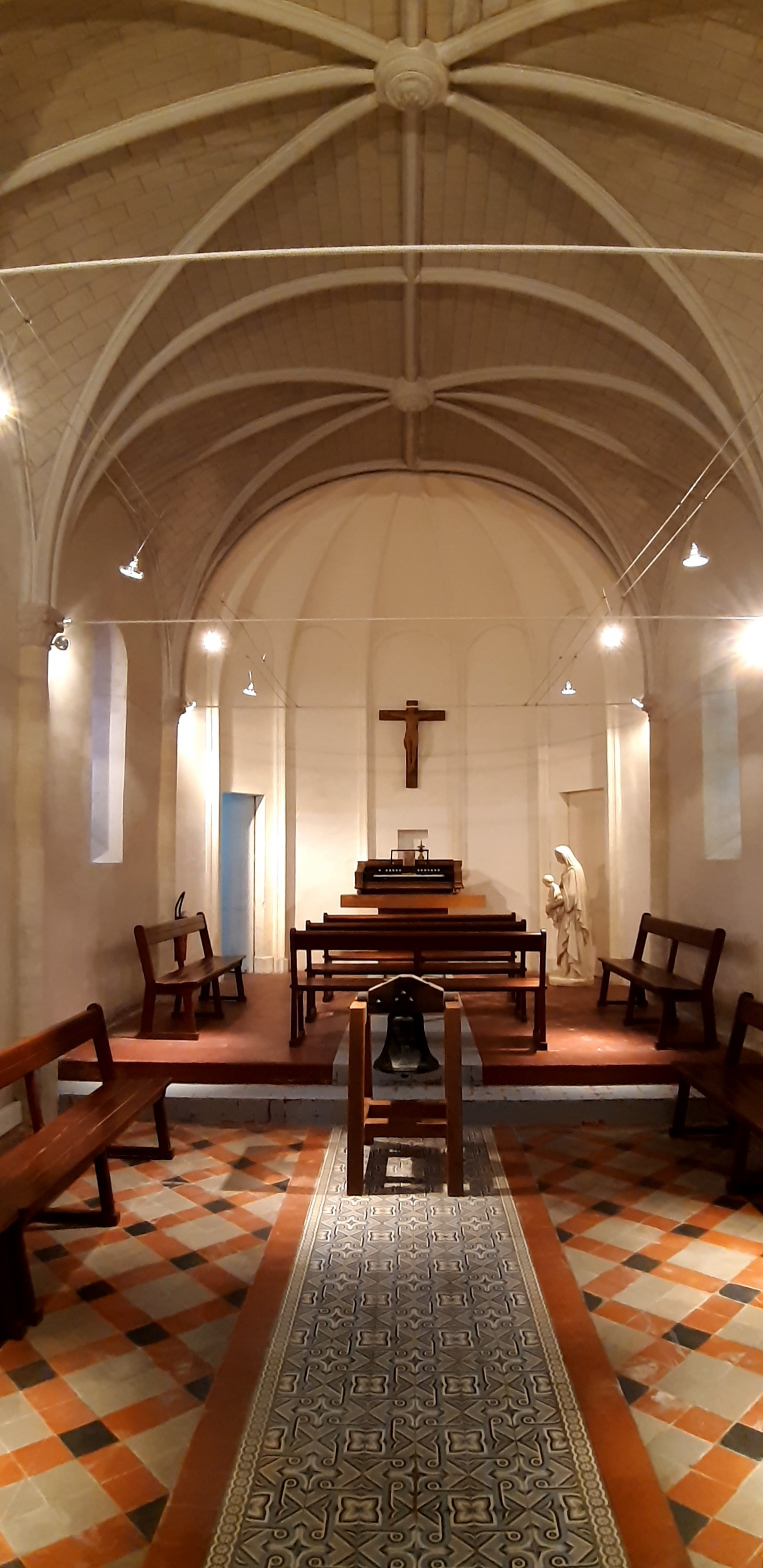
Nef de la chapelle de l'hôpital.
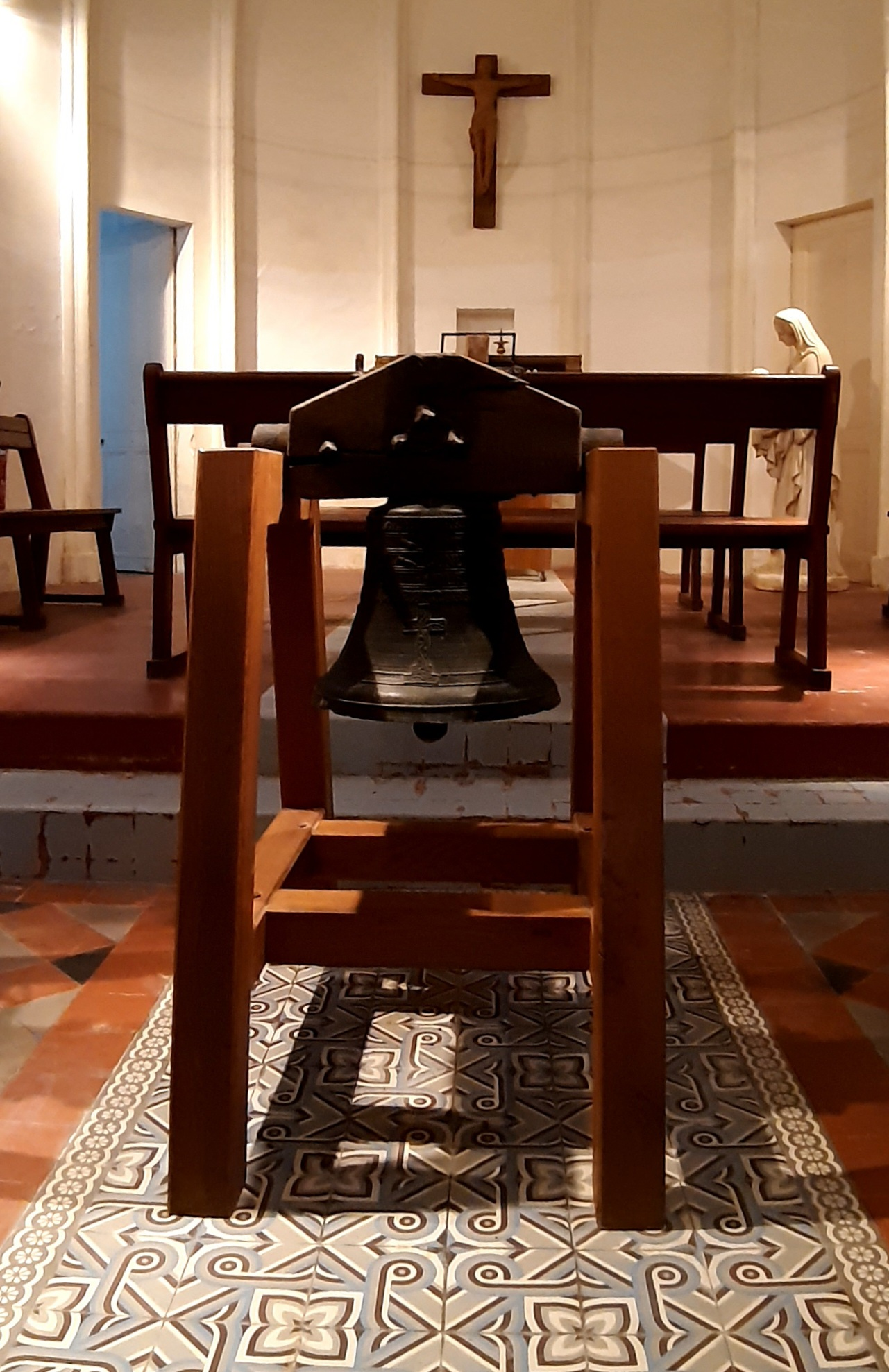
Cloche de la chapelle.
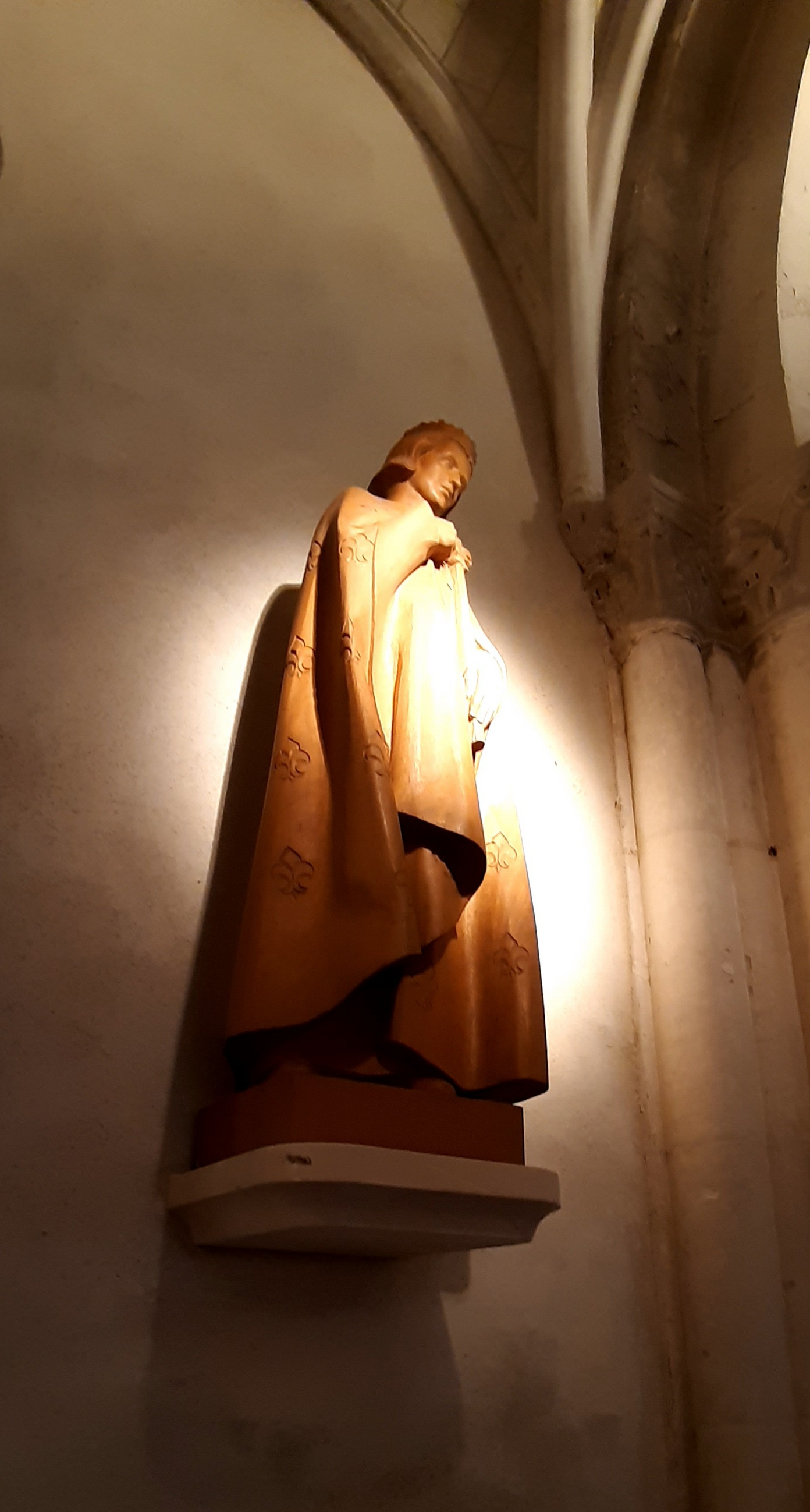
Statue représentant saint Louis.